# Missions japonaises dans le royaume de Baekje
Les missions japonaises dans le royaume de Baekje représentent un aspect des relations internationales de contacts et de communication mutuelle entre la Corée des Joseon et le Japon. 

## Présentation
Les échanges bilatéraux sont intermittents. Le caractère unique de ces échanges diplomatiques bilatéraux évolue à partir d'un cadre conceptuel élaboré par les Chinois.  
- 369-375 - Le Japon de la période Yamato et le royaume de Baekje maintiennent des échanges annuels d'ambassadeurs[3]. Ces échanges d'ambassades avec les royaumes coréens de Baekje et Silla sont essentiels pour informer les Japonais des développements culturels sur le continent[4].

## Source de la traduction
- (en) Cet article est partiellement ou en totalité issu de l’article de Wikipédia en anglais intitulé « Japanese missions to Paekche » (voir la liste des auteurs).